# Sladovna

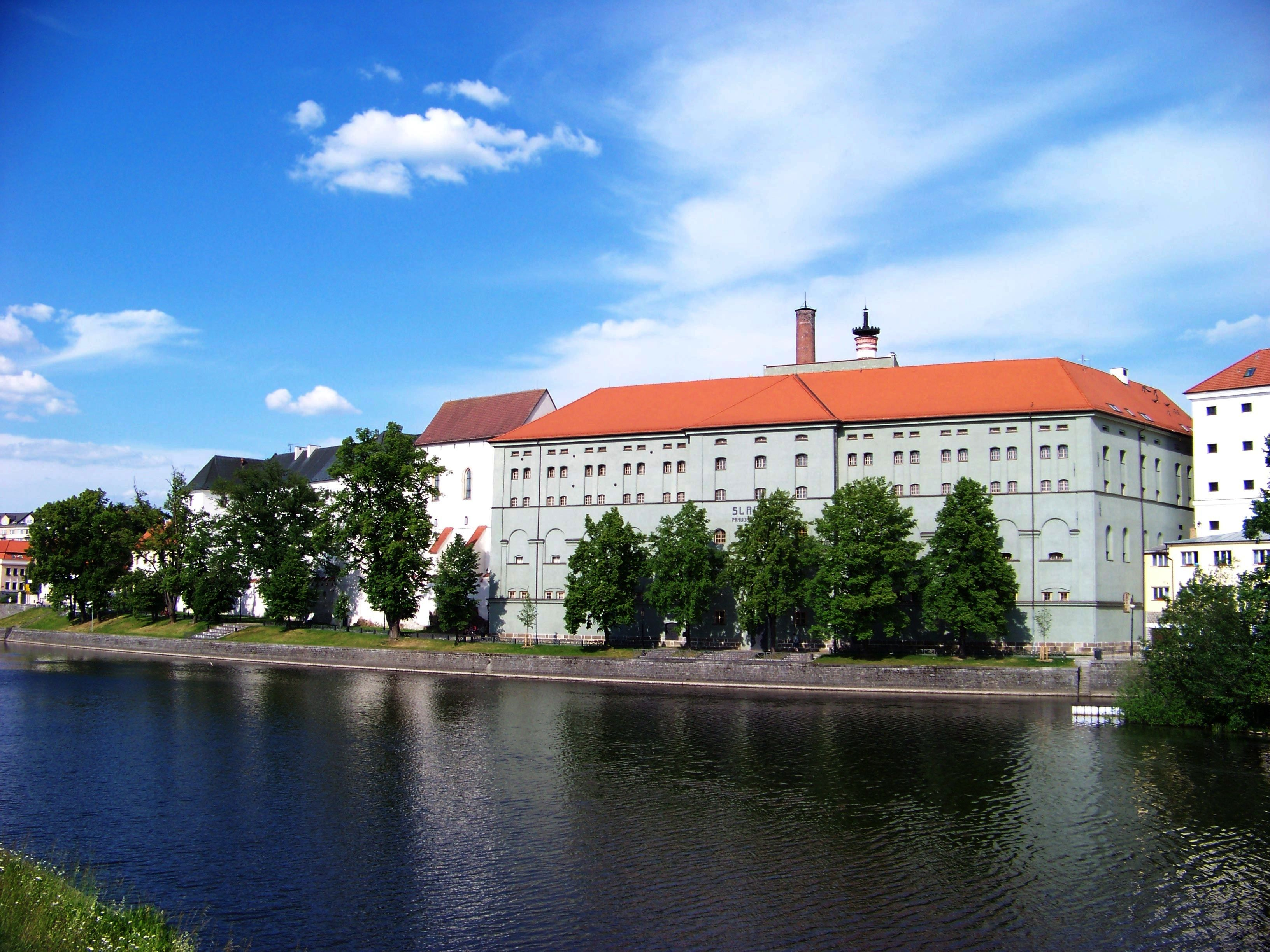
Písecká sladovna

Sladovna je závod určený k výrobě sladu pro pivovarnictví. V raném středověku se slad vyráběl přímo v pivovaru, s rozvojem pivovarnického průmyslu a s většími objemy výroby se sladovny začaly stavět zvlášť a mohly sloužit i pro více pivovarů. Výrobou sladu, tj. sladováním, se zabývá sladovník.

## Provoz klasické sladovny
Zrno se namáčí tak, aby obsahovalo tolik vody, kolik je potřeba ke klíčení (máčení). Toto se děje v tzv. náduvníku. Následně je mokré zrno rozprostřeno do cca 10 cm vysokých vrstev na tak zvaná humna, což jsou chladné klenuté místnosti bez přístupu denního světla. Zde se nechají zrna po dobu několika dní (cca 6–7) za neustálého obracení vyklíčit.
Když je zrno dostatečně naklíčeno, je shrnuto a přemístěno na hvozd, kde dochází k jeho sušení. Teplotou a délkou sušení je ovlivněna barva a další vlastnosti sladu.
Po hvozdění je slad zbaven klíčků a rozemlet (zrno je rozdrceno do té míry, aby byl obsah přístupný při vystírání na varně, ale zůstaly zachovány pluchy pro scezování).